# Drowned
Drowned este o formație death metal germană, înființată în 1992, în Berlin.

## Istoric
Trupa a fost înființată de către Tlmnn, recunoscut și pentru calitatea sa de basist în Necros Christos. De-a lungul timpului, structura membrilor s-a modificat în mod frecvent, astfel încât fiecare material a purtat o amprentă unică. Primul demo a fost scos în 1993, fiind puternic influențat de Death Metal-ul suedez timpuriu. Pe următoarele materiale Conquering the Azure si Ærth, schimbarea vocalistului a însemnat modificarea modului de scriere a muzicii, devenind astfel mai lentă, cu influențe de Doom Metal. Ultimul material, intitulat Viscera Terrae, a fost scos in 2006 cu ajutorul vocalistului Mors Dalos Ra de la Necros Christos și al bateristului Theby. Versurile de pe primele trei piese au fost elaborate de cel din urmă, totodată contribuind la scrierea muzicii. 
În mod curent, Tlmnn este singurul membru original. I s-au alăturat în anul 2010 G.ST si T.E., membri ai formației Essenz. Theby a părăsit trupa în 2009 pentru a se axa pe alte proiecte. 
Tematica principală a trupei se regăsește în aria ocultismului, cu specificitate în alchimie.

## Discografie
- 1993: Demo
- 1995: Conquering the Azure Demo
- 1998: A Foretaste of Ærth Demo
- 1998: Ærth EP
- 2002: Rehearsals Fall 2001 Demo
- 2006: Viscera Terræ Demo